# Libor Kovařík
Libor Kovařík (Prága, 1976. február 23.–) cseh nemzetközi labdarúgó-játékvezető.

## Pályafutása

### Nemzeti játékvezetés
Ellenőreinek, sportvezetőinek javaslatára játékvezetőként 2005. április 2-án kapott I. Ligás minősítést.

### Nemzetközi játékvezetés
A Cseh labdarúgó-szövetség Játékvezető Bizottsága (JB) terjesztette fel nemzetközi játékvezetőnek, a Nemzetközi Labdarúgó-szövetség (FIFA) 2006-tól tartotta nyilván bírói keretében. Több nemzetek közötti válogatott és klubmérkőzést vezetett. Az Európai Labdarúgó-szövetség (UEFA) Játékvezető Bizottsága (JB) 2011-ben az 1. kategóriába sorolta. A cseh nemzetközi játékvezetők rangsorában, a világbajnokság-Európa-bajnokság sorrendjében többedmagával a 7. helyet foglalja el 5 találkozó szolgálatával. Válogatott mérkőzéseinek száma: 5.

#### Világbajnokság
A világbajnoki döntőhöz vezető úton Dél-Afrikába a XIX., a 2010-es labdarúgó-világbajnokságra és Brazíliába a XX., a 2014-es labdarúgó-világbajnokságra a FIFA JB bíróként alkalmazta.

##### 2010-es labdarúgó-világbajnokság

###### Selejtező mérkőzés
| Időpont         | Helyszín                   | Mérkőzés típusa           | Mérkőzés                 | Eredmény | Nézők száma |
| --------------- | -------------------------- | ------------------------- | ------------------------ | -------- | ----------- |
| 2009. június 6. | Olimpiai Stadion, Helsinki | előselejtező (4. csoport) | Finnország–Liechtenstein | 2 – 1    | 20 319      |

##### 2014-es labdarúgó-világbajnokság

###### Selejtező mérkőzés
| Időpont           | Helyszín                     | Mérkőzés típusa           | Mérkőzés                    | Eredmény | Nézők száma |
| ----------------- | ---------------------------- | ------------------------- | --------------------------- | -------- | ----------- |
| 2013. június 11.  | Központi Stadion, Homel      | előselejtező (I. csoport) | Fehéroroszország–Finnország | 1 – 1    | 5000        |
| 2013. október 15. | Karaiskakis Stadion, Pireusz | előselejtező (G. csoport) | Görögország–Liechtenstein   | 2 – 0    | 18 676      |

#### Európa-bajnokság

##### U17-es labdarúgó-Európa-bajnokság
Törökország rendezte a 26., a 2008-as U17-es labdarúgó-Európa-bajnokságot, ahol a FIFA/UEFA JB bíróként alkalmazta.
| Időpont         | Helyszín                                      | Mérkőzés típusa              | Mérkőzés                    | Eredmény | Nézők száma |
| --------------- | --------------------------------------------- | ---------------------------- | --------------------------- | -------- | ----------- |
| 2008. május 4.  | Mardan Sports Complex Stadion, Antalya        | csoportmérkőzés (A. csoport) | Törökország–Hollandia       | 3 – 0    |             |
| 2008. május 7.  | World Wonder Football Centre Stadion, Antalya | csoportmérkőzés (B. csoport) | Írország–Svájc              | 0 – 1    |             |
| 2008. május 16. | Mardan Sports Complex, Antalya                | döntő                        | Franciaország–Spanyolország | 0 – 4    | 600         |

---
Az európai-labdarúgó torna döntőjéhez vezető úton Ukrajnába és Lengyelországba a XIV., a 2012-es labdarúgó-Európa-bajnokságra az UEFA JB játékvezetőként foglalkoztatta. A magyar mérkőzésen asszisztensként Antonin Kordula és Martin Vecera, illetve negyedik bíróként Radek Prihoda segítették.

##### 2012-es labdarúgó-Európa-bajnokság

###### Selejtező mérkőzés
| Időpont             | Helyszín                          | Mérkőzés típusa           | Mérkőzés             | Eredmény | Nézők száma |
| ------------------- | --------------------------------- | ------------------------- | -------------------- | -------- | ----------- |
| 2010. szeptember 7. | Népstadion, Budapest              | előselejtező (E. csoport) | Magyarország–Moldova | 2 – 1    | 9029        |
| 2011. október 7.    | Comunal Stadion, Andorra la Vella | előselejtező (B. csoport) | Andorra–Írország     | 0 – 2    | 860         |

#### Nemzetközi kupamérkőzések

##### Európa-liga
| Időpont              | Helyszín                       | Mérkőzés típusa | Mérkőzés                   | Eredmény |
| -------------------- | ------------------------------ | --------------- | -------------------------- | -------- |
| 2010. szeptember 30. | Luigi Ferraris Stadion, Genova | 2. csoportkör   | UC Sampdoria–Debreceni VSC | 1 – 0    |